# Accord de libre-échange de l'Union européenne
Un accord de libre-échange de l'Union européenne est un traité de droit international bilatéral de type accord de libre-échange entre l'Union européenne d'une part et un État ou une organisation internationale tiers d'autre part. Cet accord permet la réalisation d'un espace de libre-échange sans droits de douane, ni restriction quantitative à l'importation.

Carte de l'état des accords de libre-échange de l'UE :
États membres de l'Union européenne
Accord en vigueur
Accord appliqué provisoirement
Accord paraphé mais pas encore appliqué
Accord appliqué mais pas encore signé
Accord en cours de négociation
Négociations suspendues

## Accords en vigueur
| État               | Signature | Application provisoire | Entrée en vigueur | Note                                                       |
| ------------------ | --------- | ---------------------- | ----------------- | ---------------------------------------------------------- |
| Afrique du Sud     | 1999      | 2000                   | 2004              | Accord sur le commerce, le développement et la coopération |
| Albanie            | 2006      | 2006                   | 2009              | Accord de stabilisation et d'association                   |
| Algérie            | 2002      |                        | 2005              | Accord d'association                                       |
| Andorre            | 1990      |                        | 1991              | Union douanière                                            |
| Bosnie-Herzégovine | 2008      | 2008                   | 2015              | Accord de stabilisation et d'association                   |
| Chili              | 2002      | 2003                   | 2005              | Accord d'association                                       |
| Corée du Sud       | 2010      | 2011                   | 2015              | Accord de libre-échange                                    |
| Égypte             | 2001      |                        | 2004              | Accord d'association                                       |
| Îles Féroé         | 1996      |                        | 1997              | Accord de libre-échange                                    |
| Géorgie            | 2014      | 2014                   | 2016              | Accord d'association                                       |
| Islande            | 1992      |                        | 1994              | Espace économique européen                                 |
| Israël             | 1995      | 1996                   | 2000              | Accord d'association                                       |
| Japon              | 2018      |                        | 2019              | Accord de libre-échange                                    |
| Jordanie           | 1997      |                        | 2002              | Accord d'association                                       |
| Kosovo             | 2015      |                        | 2016              | Accord de stabilisation et d'association                   |
| Liban              | 2002      |                        | 2006              | Accord d'association                                       |
| Liechtenstein      | 1992      |                        | 1995              | Espace économique européen                                 |
| Maroc              | 1996      |                        | 2000              | Accord d'association                                       |
| Macédoine          | 2001      | 2001                   | 2004              | Accord de stabilisation et d'association                   |
| Mexique            | 1997      |                        | 2000              | Accord de libre-échange                                    |
| Moldavie           | 2014      | 2014                   | 2016              | Accord d'association                                       |
| Monaco             |           |                        | 1958              | Accord d'association                                       |
| Monténégro         | 2007      | 2008                   | 2010              | Accord de stabilisation et d'association                   |
| Norvège            | 1992      |                        | 1994              | Espace économique européen                                 |
| Palestine          | 1997      |                        | 1997              | Accord d'association                                       |
| Royaume-Uni        | 2020      | 2021                   | 2021              | Relations, Accord de commerce et de coopération            |
| Saint-Marin        | 1991      | 1992                   | 2002              | Accord d'association                                       |
| Serbie             | 2008      | 2010                   | 2013              | Accord de stabilisation et d'association                   |
| Singapour          | 2018      |                        | 2019              | Accord de libre-échange                                    |
| Suisse             | 1972      |                        | 1973              | Association européenne de libre-échange                    |
| Tunisie            | 1995      |                        | 1998              | Accord d'association                                       |
| Turquie            | 1995      |                        | 1995              | Union douanière                                            |
| Ukraine            | 2014      | 2016                   | 2017              | Accord d'association                                       |
| Vietnam            | 2019      |                        | 2020              | Accord de libre-échange                                    |

## Accords partiellement en vigueur, appliqués provisoirement ou paraphés en attente d'application
| État/Organisation | Signature  | Application provisoire | Note                                              |
| --- | ---------- | ---------------------- | ------------------------------------------------- |
| Cameroun | 2009       | 2014                   | Relations                                         |
| Canada | 2016       | 2017                   | Relations, Accord économique et commercial global |
| Caricom Antigua-et-Barbuda Bahamas Barbade Belize Dominique République dominicaine Guyana Haïti Jamaïque Saint-Christophe-et-Niévès Sainte-Lucie Saint-Vincent-et-les-Grenadines Suriname Trinité-et-Tobago | 2008       | 2008                   | Relations                                         |
| Colombie Équateur Pérou | 2012, 2016 | 2013, 2017             | Accord de libre-échange                           |
| Communauté d'Afrique de l'Est et Communauté de développement d'Afrique australe Comores Madagascar Maurice Seychelles Zambie Zimbabwe                                                                       | 2009       | 2012, 2019             | [ 28 ]                                            |
| Communauté de développement d'Afrique australe Afrique du Sud Botswana Lesotho Mozambique Namibie Swaziland                                                                                                 | 2016       | 2016                   | Relations                                         |
| Côte d'Ivoire | 2009       | 2016                   | Relations                                         |
| Forum des îles du Pacifique Fidji Papouasie-Nouvelle-Guinée Samoa Îles Salomon | 2009       | 2009, 2014, 2018, 2020 | [ 31 ]                                            |
| Ghana | 2016       | 2016                   | Relations                                         |
| Système d'intégration centraméricain Belize Costa Rica Guatemala Honduras Nicaragua Panama République dominicaine Salvador                                                                                  | 2012       | 2013                   | Relations, Accord d'association                   |

## Accords en cours de négociation
| État                                                                                             | Début des négociations | Note                                                                            |
| ------------------------------------------------------------------------------------------------ | ---------------------- | ------------------------------------------------------------------------------- |
| Association des nations de l'Asie du Sud-Est                                                     | 2007                   | Relations                                                                       |
| Australie                                                                                        | 2018                   | Relations                                                                       |
| Chine                                                                                            | 2013                   | Relations, Accord global sur les investissements conclu en 2020 mais non signé. |
| Conseil de coopération du Golfe Arabie saoudite Bahreïn Émirats arabes unis Koweït Oman Qatar    | 1990                   | Relations, négociations suspendues depuis 2008.                                 |
| États-Unis                                                                                       | 2013                   | Relations, PTCI                                                                 |
| Inde                                                                                             | 2007                   | Relations                                                                       |
| Indonésie                                                                                        | 2016                   | Relations                                                                       |
| Malaisie                                                                                         | 2010                   | Relations, négociations interrompues en 2012, et reprises en mars 2025.         |
| Mercosur Argentine Brésil Paraguay Uruguay Venezuela (suspendu) Bolivie (en cours d'intégration) | 2000                   | Relations, Accord de libre-échange                                              |
| Nouvelle-Zélande                                                                                 | 2018                   | Relations, Accord de libre-échange                                              |
| Philippines                                                                                      | 2015                   | Relations, négociations suspendues depuis 2017.                                 |
| Thaïlande                                                                                        | 2013                   | Relations, négociations suspendues depuis 2014.                                 |
| Tonga                                                                                            | 2018                   | Relations                                                                       |
| Tuvalu                                                                                           | 2019                   | Relations                                                                       |

## Jurisprudence
La Cour de justice de l'Union européenne (CJUE) considère que les tribunaux d’arbitrage prévus par certains accords de libre-échange appartiennent à la « compétence partagée entre l’Union et les États membres », et qu'à ce titre, leur ratification doit être approuvée par les 38 parlements nationaux ou régionaux d’Europe.